# いい日旅立ち・西へ
「いい日旅立ち・西へ」（いいひたびだち にしへ）は、鬼束ちひろの9枚目のシングル。

## 解説
ちひろ本人の23歳の誕生日の前日である2003年10月29日に発売された。作詞・作曲は谷村新司（#1）、鬼束ちひろ（#2）、編曲は羽毛田丈史。
オリコンウィークリーチャートではシングル『Sign』とタイ記録で自己最高の4位、デイリーチャートでは2003年10月31日付で初の1位を獲得した。
ちひろは2003年9月に声帯結節の切除手術を受け、シングルリリースの直前に同年内の休養を発表していたため、一切本人稼動のプロモーションは行われなかった。また、楽曲のレコーディングは手術前に済ませていたがカップリング曲のレコーディングには間に合わなかったため、カップリングには『月光』のライブ音源が収録される運びとなった。また版権上の問題か、この作品のみCCCD仕様が施され、『いい日旅立ち・西へ』が通常のCD-DAに収録されるには2005年9月7日発売の『SINGLES 2000-2003』まで待つこととなった。
谷村新司によるセルフカバーは、コンピレーションアルバム『アリガトウ』とシングル『風の暦』に収録されている（テレビでは2003年の『第54回NHK紅白歌合戦』で歌唱している）。

## 収録曲
1. いい日旅立ち・西へ [4:29]
  - 作詞・作曲：谷村新司／編曲：羽毛田丈史
  - 西日本旅客鉄道（JR西日本）「DISCOVER WEST」キャンペーンソング

日本国有鉄道（国鉄）が行っていた旅行誘致キャンペーン、及びそのキャンペーンソング の『いい日旅立ち』のカバー。ちひろの歌声を気に入った作詞・作曲者である谷村のラブコールによって実現したものである。カバーの際にJR西日本のキャンペーンソングとして使用されることが決まっていたため、原曲の歌詞を西日本仕様[1] に改めている。この曲が制作されるにあたって、原曲を歌った山口も「彼女の歌声はいい」と太鼓判を押したという[要出典]。原曲の『いい日旅立ち』は山口なら変ロ短調、谷村ならニ短調になるが、本曲は山口のものからキーが一つ下げられ、イ短調になっている。
本曲をオルゴール調にアレンジしたものがJR西日本所有の新幹線車両（東海道・山陽・九州新幹線用）[2] の車内チャイムとして使用されており、始発駅発車後と終着駅到着前に歌い出しの部分（約10秒）、途中駅到着前及び一部の途中駅発車後にサビ（約5秒）の部分が流れる（このアレンジは鉄道運転シミュレーションゲーム「電車でGO! 新幹線EX 山陽新幹線編」の中でも使用されている）。なお、2015年9月30日までは北陸新幹線用のW7系でも使用されていた（全駅共通で歌い出しの部分のみ。現在は谷村新司の『北陸ロマン』が使用されている）[3]。
この他、岡山駅などJR西日本の中国地方の一部駅では、在来線ホームの接近メロディとして新幹線とは別のインストゥルメンタル版が使用されている。
2. 月光 (from ULTIMATE CRASH '02 LIVE AT BUDOKAN) [4:35]
  - 作詞・作曲：鬼束ちひろ／編曲：羽毛田丈史

2002年11月に行われた武道館ライブ『CHIHIRO ONITSUKA ULTIMATE CRASH '02』の際の音源をCD化したもの。
3. いい日旅立ち・西へ (Inst.) [4:29]

## 収録アルバム
いい日旅立ち・西へ
- 『SINGLES 2000-2003』
- 『GOOD BYE TRAIN 〜ALL TIME BEST 2000-2013』
- 『REQUIEM AND SILENCE』